# Ghelamco

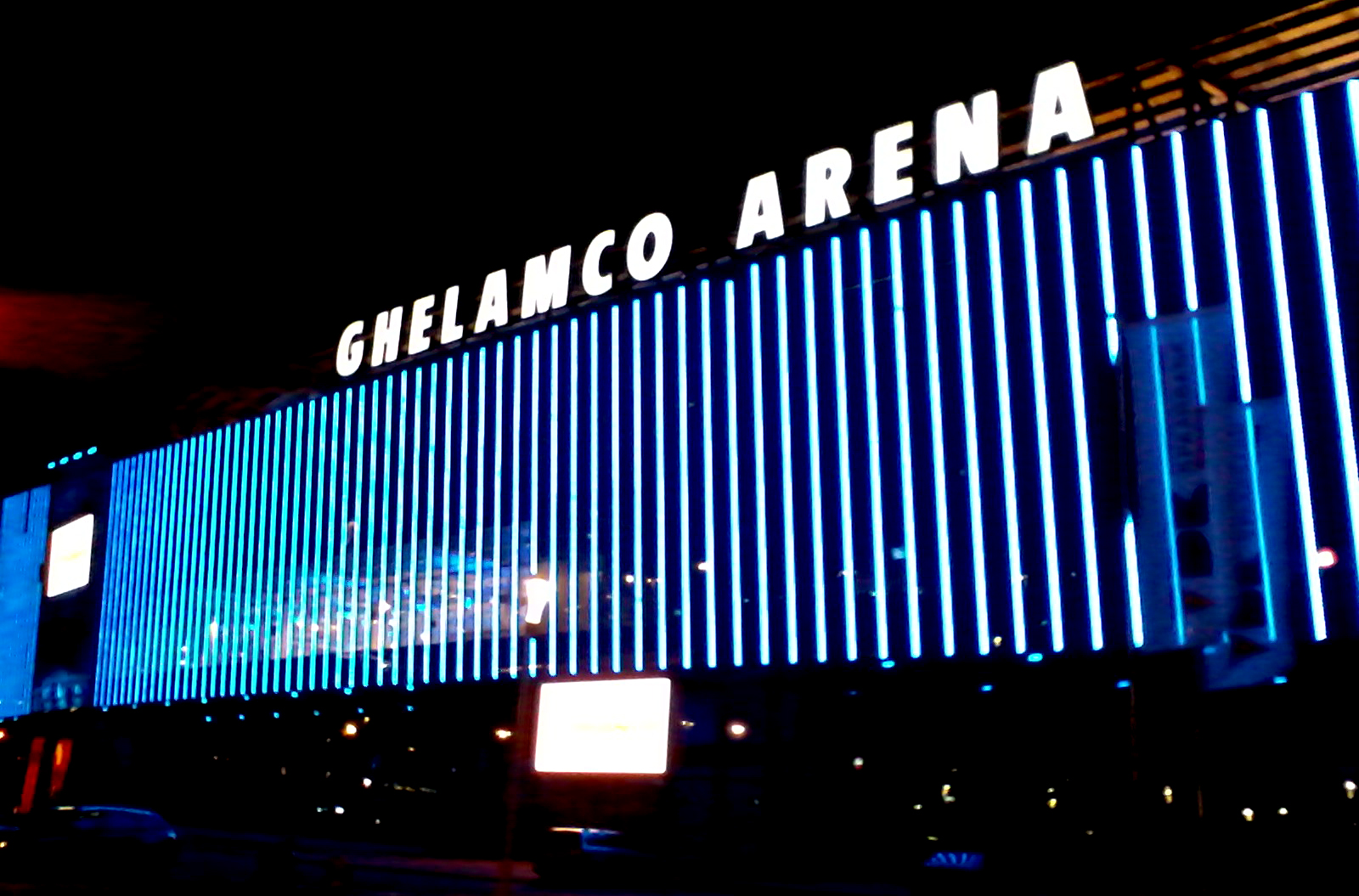
Das nach Ghelamco benannte Stadion in Gent

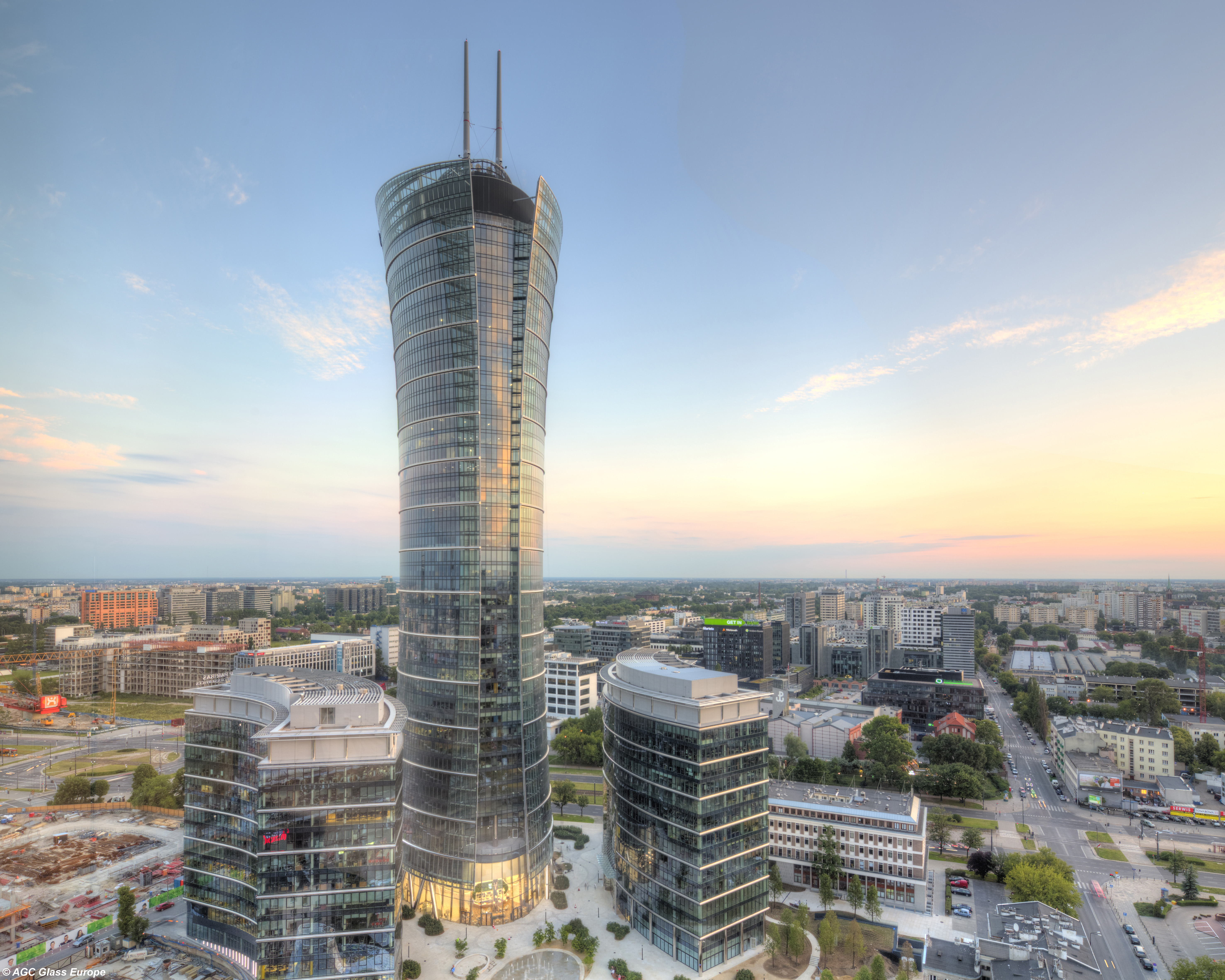
Das Warsaw-Spire-Bürogebäude in Warschau wurde im Jahr 2016 fertiggestellt

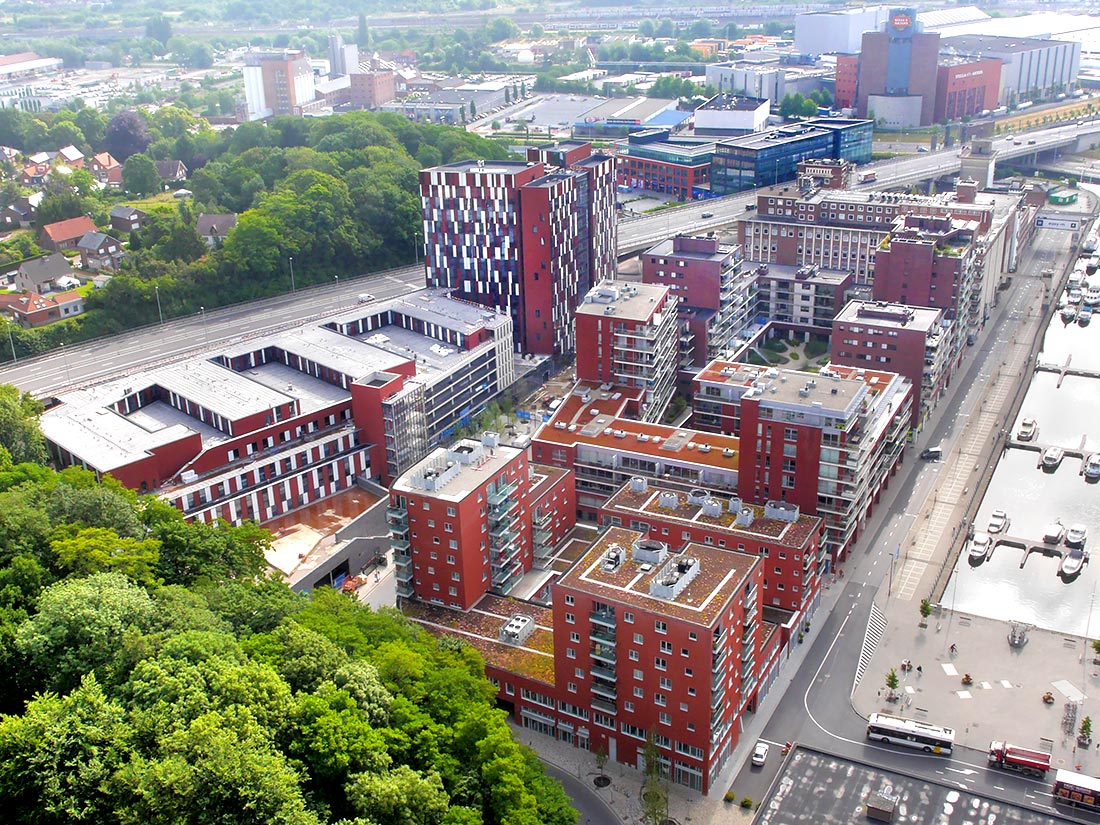
Die Vaartkom-Wohnanlage von Ghelamco in Leuven

Die Ghelamco Group ist eine international tätige Immobilien-Projektentwicklungsgesellschaft mit Sitz im belgischen Ypern. Das Unternehmen betreibt seine Geschäftstätigkeit im Ausland über Niederlassungen in Polen (Warschau), Ukraine (Kiew) und Russland (Moskau). Die Planet Group Arena im belgischen Gent war nach dem Immobilienunternehmen benannt. In den mittel- und osteuropäischen Ländern gehört Ghelamco zu den größten Entwicklern von Büroimmobilien.

## Geschichte
Das Unternehmen wurde 1985 von Paul Gheysens gegründet, der bis heute Geschäftsführer und Mehrheitsgesellschafter ist. Zunächst war Ghelamco als Generalbauunternehmer beim Bau von industriellen Anlagen tätig. Später wurde die Geschäftstätigkeit auf den Büro- und Wohnungsbau sowie die Übernahme von Bauträgerfunktionen erweitert. Zu Beginn der 1990er Jahre entwickelte Ghelamco sein Geschäft in Polen; hier gehört Ghelamco heute zu den größten Immobilienentwicklern. Seit dem Jahr 2005 ist Ghelamco mit Tochtergesellschaften in Russland und der Ukraine im Markt der Logistikimmobilien aktiv.
Im Belgien entwickelte Ghelamco mehrere Wohnanlagen mit Ein- und Mehrfamiliengebäuden sowie Gewerbeeinheiten in Brüssel, De Panne, Knokke-Heist und Leuven. Objekte in Oostduinkerke, Gent und Wavre befinden sich in Planung oder Bau. Im Jahr 2013 wurden die Namensrechte an dem Stadion in Gent an die Ghelamco Group verkauft. Bis 2024 hieß die Sportstätte Ghelamco Arena.
Seit 1991 entwickelt Ghelamco über seine polnische Bauträgergesellschaft Ghelamco Invest sowie das Bauunternehmen Ghelamco Polska vorwiegend hochwertige Büroimmobilien. Bevorzugte Standorte sind hierbei die Warschauer Stadtteile Mokotów, Stadtmitte und Wola. Die wichtigsten und panoramaprägenden Gebäude sind der Warsaw Spire sowie der Warsaw Unit und The Warsaw Hub. Ein unter Denkmalschutzauflagen erstelltes Bürogebäude ist das Warschauer Senator-Bürogebäude. Daneben investiert Ghelamco auch in Katowice und Breslau.

## Auszeichnungen
Das Unternehmen wurde vor allem in Polen vielfach als Immobilienentwickler ausgezeichnet und zertifiziert. Als erstes Gebäude Polens erhielt ein von Ghelamco errichtetes Büroprojekt die BREEAM-Zertifierung.
Unter anderem erhielt der Entwickler oder dessen Gebäude Auszeichnungen von Fachmedien und -Organisationen wie der Belgischen Wirtschaftskammer in Polen, der Fachzeitschrift Builder, dem Contract Design Magazine, den CEE Investment & Green Building Awards, CEE Real Quality Awards, dem Construction & Investment Journal, dem Environmental, Social and Sustainability Award - ESSA, der EuropaProperty, den Eurobuild Awards, den European Property Awards, den International Property Awards, den Property Awards London, der Towarzystwo Urbanistow Polskich und dem Warsaw Business Journal.